# 2009-es Formula–1 abu-dzabi nagydíj
Az abu-dzabi nagydíj volt a 2009-es Formula–1 világbajnokság utolsó, tizenhetedik futama, amelyet 2009. október 30. és november 1. között rendeztek meg az Egyesült Arab Emírségekbeli Yas Island Circuit-en.

## Szabadedzések

### Első szabadedzés
Az abu-dzabi nagydíj első szabadedzését október 30-án, pénteken, közép-európai idő szerint 10:00 és 11:30 óra között tartották. Az első helyen Lewis Hamilton végzett, Jenson Buttont és Sebastian Vettelt megelőzve.
| Helyezés | Versenyző            | Csapat/Motor         | Elért idő | Különbség | Futott kör |
| -------- | -------------------- | -------------------- | --------- | --------- | ---------- |
| 1        | Lewis Hamilton       | McLaren-Mercedes     | 1:43,939  | –         | 18         |
| 2        | Jenson Button        | Brawn-Mercedes       | 1:44,035  | + 0,096   | 20         |
| 3        | Sebastian Vettel     | Red Bull-Renault     | 1:44,153  | + 0,214   | 28         |
| 4        | Rubens Barrichello   | Brawn-Mercedes       | 1:44,207  | + 0,268   | 23         |
| 5        | Nick Heidfeld        | BMW Sauber           | 1:44,667  | + 0,728   | 23         |
| 6        | Sébastien Buemi      | Toro Rosso-Ferrari   | 1:44,687  | + 0,748   | 32         |
| 7        | Adrian Sutil         | Force India-Mercedes | 1:44,688  | + 0,749   | 14         |
| 8        | Mark Webber          | Red Bull-Renault     | 1:44,805  | +0,866    | 25         |
| 9        | Jaime Alguersuari    | Toro Rosso-Ferrari   | 1:44,955  | + 1,016   | 33         |
| 10       | Jarno Trulli         | Toyota               | 1:44,958  | + 1,019   | 25         |
| 11       | Robert Kubica        | BMW Sauber           | 1:44,988  | + 1,049   | 22         |
| 12       | Heikki Kovalainen    | McLaren-Mercedes     | 1:45,123  | + 1,184   | 20         |
| 13       | Nico Rosberg         | Williams-Toyota      | 1:45,649  | + 1,710   | 27         |
| 14       | Nakadzsima Kazuki    | Williams-Toyota      | 1:45,679  | + 1,740   | 25         |
| 15       | Kimi Räikkönen       | Ferrari              | 1:45,704  | + 1,765   | 27         |
| 16       | Fernando Alonso      | Renault              | 1:45,865  | + 1,926   | 23         |
| 17       | Vitantonio Liuzzi    | Force India-Mercedes | 1:46,239  | + 2,300   | 22         |
| 18       | Giancarlo Fisichella | Ferrari              | 1:46,267  | + 2,328   | 26         |
| 19       | Kobajasi Kamui       | Toyota               | 1:46,364  | + 2,425   | 28         |
| 20       | Romain Grosjean      | Renault              | 1:46,411  | + 2,472   | 27         |

### Második szabadedzés
Az abu-dzabi nagydíj második szabadedzését október 30-án, pénteken, közép-európai idő szerint 14:00 és 15:30 óra között tartották, amelyet Heikki Kovalainen nyert meg. A második helyet Lewis Hamilton szerezte meg, míg Jenson Button harmadik lett.
| Helyezés | Versenyző            | Csapat/Motor         | Elért idő | Különbség | Futott kör |
| -------- | -------------------- | -------------------- | --------- | --------- | ---------- |
| 1        | Heikki Kovalainen    | McLaren-Mercedes     | 1:41,307  | –         | 35         |
| 2        | Lewis Hamilton       | McLaren-Mercedes     | 1:41,504  | +0,197    | 34         |
| 3        | Jenson Button        | Brawn-Mercedes       | 1:41,541  | + 0,234   | 39         |
| 4        | Sebastian Vettel     | Red Bull-Renault     | 1:41,591  | + 0,284   | 37         |
| 5        | Kobajasi Kamui       | Toyota               | 1:41,636  | + 0,329   | 34         |
| 6        | Sébastien Buemi      | Toro Rosso-Ferrari   | 1:41,683  | + 0,376   | 37         |
| 7        | Mark Webber          | Red Bull-Renault     | 1:41,684  | +0,377    | 34         |
| 8        | Rubens Barrichello   | Brawn-Mercedes       | 1:41,831  | + 0,524   | 38         |
| 9        | Nico Rosberg         | Williams-Toyota      | 1:41,931  | + 0,624   | 39         |
| 10       | Kimi Räikkönen       | Ferrari              | 1:41,987  | + 0,680   | 39         |
| 11       | Adrian Sutil         | Force India-Mercedes | 1:42,180  | + 0,873   | 28         |
| 12       | Nakadzsima Kazuki    | Williams-Toyota      | 1:42,245  | + 0,938   | 36         |
| 13       | Nick Heidfeld        | BMW Sauber           | 1:42,278  | + 0,971   | 36         |
| 14       | Jarno Trulli         | Toyota               | 1:42,409  | + 1,102   | 30         |
| 15       | Vitantonio Liuzzi    | Force India-Mercedes | 1:42,530  | + 1,223   | 33         |
| 16       | Fernando Alonso      | Renault              | 1:42,782  | + 1,475   | 29         |
| 17       | Giancarlo Fisichella | Ferrari              | 1:42,932  | + 1,625   | 37         |
| 18       | Romain Grosjean      | Renault              | 1:43,021  | + 1,714   | 37         |
| 19       | Jaime Alguersuari    | Toro Rosso-Ferrari   | 1:43,022  | + 1,715   | 39         |
| 20       | Robert Kubica        | BMW Sauber           | 1:43,708  | + 2,401   | 13         |

### Harmadik szabadedzés
Az abu-dzabi nagydíj harmadik szabadedzését október 31-én, szombaton, közép-európai idő szerint 11:00 és 12:00 óra között tartották. Az edzést Jenson Button nyerte meg, Lewis Hamilton és Rubens Barrichello előtt.
| Helyezés | Versenyző            | Csapat/Motor         | Elért idő  | Különbség | Futott kör |
| -------- | -------------------- | -------------------- | ---------- | --------- | ---------- |
| 1        | Jenson Button        | Brawn-Mercedes       | 1:40,625   | −         | 21         |
| 2        | Lewis Hamilton       | McLaren-Mercedes     | 1:40,627   | + 0,002   | 18         |
| 3        | Rubens Barrichello   | Brawn-Mercedes       | 1:40,907   | + 0,282   | 20         |
| 4        | Sébastien Buemi      | Toro Rosso-Ferrari   | 1:40,934   | + 0,309   | 22         |
| 5        | Nick Heidfeld        | BMW Sauber           | 1:41,241   | + 0,616   | 18         |
| 6        | Heikki Kovalainen    | McLaren-Mercedes     | 1:41,263   | + 0,638   | 20         |
| 7        | Jarno Trulli         | Toyota               | 1:41,310   | + 0,685   | 23         |
| 8        | Robert Kubica        | BMW Sauber           | 1:41,322   | + 0,697   | 20         |
| 9        | Adrian Sutil         | Force India-Mercedes | 1:41,372   | + 0,747   | 22         |
| 10       | Kimi Räikkönen       | Ferrari              | 1:41,373   | + 0,748   | 23         |
| 11       | Sebastian Vettel     | Red Bull-Renault     | 1:41,403   | + 0,778   | 19         |
| 12       | Nico Rosberg         | Williams-Toyota      | 1:41,478   | + 0,853   | 22         |
| 13       | Kobajasi Kamui       | Toyota               | 1:41,499   | + 0,874   | 24         |
| 14       | Vitantonio Liuzzi    | Force India-Mercedes | 1:41,675   | + 1,050   | 20         |
| 15       | Mark Webber          | Red Bull-Renault     | 1:41,682   | +1,057    | 15         |
| 16       | Fernando Alonso      | Renault              | 1:41,897   | + 1,272   | 19         |
| 17       | Nakadzsima Kazuki    | Williams-Toyota      | 1:42,156   | + 1,531   | 21         |
| 18       | Romain Grosjean      | Renault              | 1:42,213   | + 1,588   | 19         |
| 19       | Giancarlo Fisichella | Ferrari              | 1:42,351   | + 1,726   | 23         |
| 20       | Jaime Alguersuari    | Toro Rosso-Ferrari   | idő nélkül |           |            |

## Időmérő edzés
Az abu-dzabi nagydíj időmérő edzését október 31-én, szombaton, közép-európai idő szerint 14:00 és 15:00 óra között futották. A pole-pozíciót Lewis Hamilton szerezte meg, akit Sebastian Vettel és csapattársa, Mark Webber követett.

### Az edzés végeredménye
| Helyezés | Versenyző            | Csapat/Motor         | 1. rész  | 2. rész  | 3. rész  |
| -------- | -------------------- | -------------------- | -------- | -------- | -------- |
| 1        | Lewis Hamilton       | McLaren-Mercedes     | 1:39.873 | 1:39.695 | 1:40.948 |
| 2        | Sebastian Vettel     | Red Bull-Renault     | 1:40.666 | 1:39.984 | 1:41.615 |
| 3        | Mark Webber          | Red Bull-Renault     | 1:40.667 | 1:40.272 | 1:41.726 |
| 4        | Rubens Barrichello   | Brawn-Mercedes       | 1:40.574 | 1:40.421 | 1:41.786 |
| 5        | Jenson Button        | Brawn-Mercedes       | 1:40.378 | 1:40.148 | 1:41.892 |
| 6        | Jarno Trulli         | Toyota               | 1:40.517 | 1:40.373 | 1:41.897 |
| 7        | Robert Kubica        | BMW Sauber           | 1:40.520 | 1:40.545 | 1:41.992 |
| 8        | Nick Heidfeld        | BMW Sauber           | 1:40.558 | 1:40.635 | 1:42.343 |
| 9        | Nico Rosberg         | Williams-Toyota      | 1:40.842 | 1:40.661 | 1:42.583 |
| 10       | Sébastien Buemi      | Toro Rosso-Ferrari   | 1:40.908 | 1:40.430 | 1:42.713 |
| 11       | Kimi Räikkönen       | Ferrari              | 1:41.100 | 1:40.726 |          |
| 12       | Kobajasi Kamui       | Toyota               | 1:41.035 | 1:40.777 |          |
| 13       | Heikki Kovalainen    | McLaren-Mercedes     | 1:40.808 | 1:40.983 |          |
| 14       | Nakadzsima Kazuki    | Williams-Toyota      | 1:41.096 | 1:41.148 |          |
| 15       | Jaime Alguersuari    | Toro Rosso-Ferrari   | 1:41.503 | 1:41.689 |          |
| 16       | Fernando Alonso      | Renault              | 1:41.667 |          |          |
| 17       | Vitantonio Liuzzi    | Force India-Mercedes | 1:41.701 |          |          |
| 18       | Adrian Sutil         | Force India-Mercedes | 1:41.863 |          |          |
| 19       | Romain Grosjean      | Renault              | 1:41.950 |          |          |
| 20       | Giancarlo Fisichella | Ferrari              | 1:42.184 |          |          |

## Futam
Az abu-dzabi nagydíj futama november 1-jén, vasárnap, közép-európai idő szerint 14:00 órakor rajtolt.
| Helyezés | Rajtszám | Versenyző            | Csapat/Motor         | Futott kör | Idő/Kiesés oka             | Rajthely | Pont |
| -------- | -------- | -------------------- | -------------------- | ---------- | -------------------------- | -------- | ---- |
| 1        | 15       | Sebastian Vettel     | Red Bull-Renault     | 55         | 1h34:03.414 (194,789 km/h) | 2        | 10   |
| 2        | 14       | Mark Webber          | Red Bull-Renault     | 55         | + 17,857                   | 3        | 8    |
| 3        | 22       | Jenson Button        | Brawn-Mercedes       | 55         | + 18,467                   | 5        | 6    |
| 4        | 23       | Rubens Barrichello   | Brawn-Mercedes       | 55         | + 22,735                   | 4        | 5    |
| 5        | 6        | Nick Heidfeld        | BMW Sauber           | 55         | + 26,253                   | 8        | 4    |
| 6        | 10       | Kobajasi Kamui       | Toyota               | 55         | + 28,343                   | 12       | 3    |
| 7        | 9        | Jarno Trulli         | Toyota               | 55         | + 34,366                   | 6        | 2    |
| 8        | 12       | Sébastien Buemi      | Toro Rosso-Ferrari   | 55         | + 41,294                   | 10       | 1    |
| 9        | 16       | Nico Rosberg         | Williams-Toyota      | 55         | + 45,941                   | 9        |      |
| 10       | 5        | Robert Kubica        | BMW Sauber           | 55         | + 48,180                   | 7        |      |
| 11       | 2‡       | Heikki Kovalainen    | McLaren-Mercedes     | 55         | + 52,798                   | 13       |      |
| 12       | 4‡       | Kimi Räikkönen       | Ferrari              | 55         | + 54,317                   | 11       |      |
| 13       | 17       | Nakadzsima Kazuki    | Williams-Toyota      | 55         | + 59,839                   | 14       |      |
| 14       | 7        | Fernando Alonso      | Renault              | 55         | + 1:09,687                 | 16       |      |
| 15       | 21       | Vitantonio Liuzzi    | Force India-Mercedes | 55         | + 1:34,450                 | 17       |      |
| 16       | 3‡       | Giancarlo Fisichella | Ferrari              | 54         | + 1 kör                    | 20       |      |
| 17       | 20       | Adrian Sutil         | Force India-Mercedes | 54         | + 1 kör                    | 18       |      |
| 18       | 8        | Romain Grosjean      | Renault              | 54         | + 1 kör                    | 19       |      |
| Ki       | 1‡       | Lewis Hamilton       | McLaren-Mercedes     | 19         | fékhiba                    | 1        |      |
| Ki       | 11       | Jaime Alguersuari    | Toro Rosso-Ferrari   | 17         | váltóhiba                  | 15       |      |

* A ‡-tel jelzett autók használták a KERS-t.

## A világbajnokság állása a verseny után
| H   | Versenyzők         | Pont | H   | Konstruktőrök        | Pont  |
| --- | ------------------ | ---- | --- | -------------------- | ----- |
| 1.  | Jenson Button      | 95   | 1.  | Brawn-Mercedes       | 172   |
| 2.  | Sebastian Vettel   | 84   | 2.  | Red Bull-Renault     | 153,5 |
| 3.  | Rubens Barrichello | 77   | 3.  | McLaren-Mercedes     | 71    |
| 4.  | Mark Webber        | 69,5 | 4.  | Ferrari              | 70    |
| 5.  | Lewis Hamilton     | 49   | 5.  | Toyota               | 59,5  |
| 6.  | Kimi Räikkönen     | 48   | 6.  | BMW Sauber           | 36    |
| 7.  | Nico Rosberg       | 34,5 | 7.  | Williams-Toyota      | 34,5  |
| 8.  | Jarno Trulli       | 32,5 | 8.  | Renault              | 26    |
| 9.  | Fernando Alonso    | 26   | 9.  | Force India-Mercedes | 13    |
| 10. | Timo Glock         | 24   | 10. | Toro Rosso-Ferrari   | 8     |

## Statisztikák
Vezető helyen:
- Lewis Hamilton: 16 (1-16)
- Sebastian Vettel: 39 (17-55)

Sebastian Vettel 5. győzelme, 3. leggyorsabb köre, Lewis Hamilton 17. pole-pozíciója.
- Red Bull 6. győzelme.
- Ez volt a BMW-Sauber, a Toyota és a Brawn GP utolsó versenye.
- Ez volt Kimi Räikkönen 157., ideiglenesen utolsó, és Giancarlo Fisichella 231., valóban utolsó versenye.